# A sangre fría (película de 1959)
A sangre fría es una película policíaca española del año 1959 dirigida por Juan Bosch.

## Reparto
| Actor            | Personaje              |
| ---------------- | ---------------------- |
| Carlos Larrañaga | Carlos                 |
| Gisia Paradis    | Isabel                 |
| Arturo Fernández | Manuel                 |
| Fernando Sancho  | Enrique                |
| Miguel Ángel Gil | Antonio                |
| María Mahor      | María                  |
| Salvador Muñoz   | inspector              |
| Aurelio Pardo    | ayudante del inspector |
| Linda Chacón     | Rosa                   |
| Manuel Cano      | mecánico               |
| José Dacosta     | Don Carlos             |
| Estanis González | cuñado de Enrique      |

## Argumento
Narra la historia de un grupo que comete un atraco y sus miembros acaban perseguidos por la policía y peleándose entre ellos.
Carlos es un joven ambicioso y planea un atraco en la fábrica textil donde había trabajado. Para ello, rompe con su vida hasta el presente y entra en contacto con una banda de atracadores.
El atraco sale bien, pero uno de los trabajadores de la empresa muere. La policía les seguirá la pista y los atracadores, obligados a huir juntos, empezarán a desconfiar entre sí por la posesión del botín.

«No se trata aquí de un cine policíaco clásico puesto que el protagonismo de los agentes es casi nulo [...]. El cerco policial no es asfixiante y flota en el ambiente la idea de que entre ellos se autodestruirán.»
F. Sánchez Barba

## Producción
Para el rodaje de exteriores se utilizaron diferentes localizaciones de Barcelona como la calle Guipúzcoa, San Martín de Provensals, la Verneda, el puerto y su escollera, la Vía Augusta y la calle Pelayo. Las escenas de interior se rodaron en los estudios IFISA ubicados en el Paralelo barcelonés.
La película se estrenó en el cine Alcázar de Barcelona el 14 de diciembre de 1959 y en Madrid el 17 de junio de 1960 en el cine Roxy B, manteniéndose en cartelera durante 18 y 8 días respectivamente.
El hecho de que Germán Lorente figure oficialmente como adaptador fue, según Bosch, «para que tuviese algún derecho de autor», pero la verdadera paternidad del argumento y el guion es del director.
En 1967, la película sufrió un cambio de nombre legal pasando a llamarse Trampa al amanecer. Había que estrenar el filme estadounidense del mismo título (In Cold Blood, de Richard Brooks) basado en la novela homónima de Truman Capote y la distribuidora quería respetar el título de esta por razones publicitarias, pero Juan Bosch tenía registrado el título a su nombre.

«¿Cuál fue la solución? Pues que la Warner compró la película española a los productores, destruyó el negativo y las copias y el camino quedó libre. Pero todavía había un cabo suelto: el título seguía registrado a mi nombre. Los productores me contaron un cuento según el cual si yo les firmaba unos papeles que traían preparados ellos harían una venta global al extranjero y eso representaría mucho dinero para mí. Todo lo que me decían sonaba a falso, y hasta me daban un poco de pena, porque eran dos personas a las que yo, no obstante, tenía afecto.»
Joan Bosch i Palau

Bosch firmó y nunca más volvió a saber nada del asunto.

## Crítica
Gran interés de la película radica en la excelente labor del realizador, ya en su momento destacada por la mayoría de la crítica: «Ojalá todos dominaran el lenguaje cinematográfico como Juan Bosch» (Solidaridad Nacional); «Es un hombre que sabe expresarse en imágenes. Sabe rodar y sabe montar. Sabe crear ritmo y sabe sacarle partido al primer plano.» (Revista); «magistral técnicamente» (Diario de Barcelona).